# اوله بینتسن
اوله بینتسن (دانمارکی: Ole Berntsen؛ ۲۲ ژانویه ۱۹۱۵ – ۲۶ مه ۱۹۹۶) قایقران قایق بادبانی اهل دانمارک بود.